# Мансано, Мириам
Мириам Мансано-Хаммонд (англ. Miriam Manzano-Hammond, в девичестве Мансано; род. 14 февраля 1975, Сидней) — австралийская фигуристка, выступавшая в одиночном катании. Шестикратная чемпионка Австралии, участница чемпионатов мира.

## Карьера

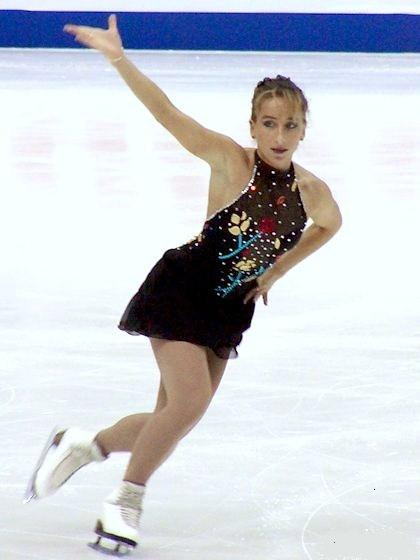

Мириам Мансано заинтересовалась фигурным катанием в четыре года, увидев ледовое шоу по телевизору. Когда родители купили ей роликовые коньки, девочка притворялась, что выступает на льду, и тогда родители отвели её в секцию.
Мансано начала кататься, когда ей уже исполнилось двенадцать лет. В восемнадцать лет смогла исполнить тройной прыжок — сальхов. Фигуристка пояснила, что ранее успешно делала более сложные двойной аксель, а также успешно выполняет тройной лутц, но сальхов для неё самый трудный. Спортсменка жила и тренировалась в Канберре, хотя и жаловалась, что в городе маленький каток.
После сезона 1997/98 она ушла из любительского спорта, но в 2000 году вернулась. «Когда я уходила [из спорта], я чувствовала, что дошла до черты и перестала прогрессировать, поэтому решила сделать перерыв», — прокомментировала Мансано.
В 2002 году удивила любителей фигурного катания, в двадцать семь лет заняв шестнадцатое место на чемпионате мира — самое высокое для Австралии с 1997 года, когда Джоанн Картер стала двенадцатой. В сезоне 2002/03 спортсменка заняла десятое место на чемпионате четырёх континентов и привезла серебро с Мемориала Карла Шефера.
После завершения соревновательной карьеры стала тренером по фигурному катанию. В 2013 году введена в Зал спортивной славы Австралийской столичной территории (ACT Sport Hall of Fame).